# Alessandro Caparco
Alessandro Caparco (sinh ngày 7 tháng 9 năm 1983 ở Moncalieri) là một cầu thủ bóng đá người Ý thi đấu cho câu lạc bộ România Concordia Chiajna ở vị trí thủ môn.

## Sự nghiệp câu lạc bộ
Sinh ra ở Moncalieri, Caparco khởi đầu sự nghiệp tại A.S.D. Moncalieri Calcio, và trải qua 5 năm ở A.S.D. Montalto Ivrea. Năm 2008, anh chuyển đến đội bóng Serie B U.S. Grosseto F.C., và đá 19 trận trong 2 mùa.

### România
Vào tháng 9 năm 2010, cầu thủ tự do Caparco lần đầu tiên ra nước ngoài, gia nhập đội bóng Liga I FCM Târgu Mureş. Anh ra sân thường xuyên nhưng lại rời câu lạc bộ vào tháng 12 năm 2013, và ký hợp đồng cho CSM Studențesc Iași ở Liga II vào tháng sau đó.